# 1786年の相撲
1786年の相撲（1786ねんのすもう）は、1786年の相撲関係のできごとについて述べる。

## 興行
- 3月場所（江戸相撲）[1]
  - 興行場所:浅草御蔵前八幡
  - 4月25日（旧3月27日）より晴天10日間興行
- 8月場所（大坂相撲）[2]
  - 興行場所:難波新地
  - 8月26日（旧8月3日）より興行
- 11月場所（江戸相撲）[2]
  - 興行場所:浅草蔵前八幡境内
  - 12月27日（旧11月7日）より晴天10日間興行